# Elaktjärnen (Bodums socken, Ångermanland, 709408-153364)
Elaktjärnen är en sjö i Strömsunds kommun i Ångermanland och ingår i Ångermanälvens huvudavrinningsområde.